# تبریزق
تبریزق یک منطقهٔ مسکونی در ایران است که در دهستان سنجبد غربی واقع شده‌است. تبریزق ۹۶ نفر جمعیت دارد.
محمد تقی خان امیر احمدی معروف به ممیش خان از این روستا برخاسته است. او دانش آموخته حقوق از فرانسه بود و توانست با تجهیز قوای محلی بر سربازان روسی غلبه کند و پس از آزادسازی خلخال، زندانیان این شهر را که اکثرا سربازان ضد روس بودند آزاد کرد و زندان خلخال را آتش کشید.
این روستا دارای چشمه‌های معدنی بسیار گوارا است. باغ‌های سیب روستای تبریزق بر زیبایی این روستا افزوده است و یکی از بکرترین مناطق استان اردبیل است. 
نام قدیم این روستا در لغتنامه دهخدا و در کتاب جغرافیای ایران تره‌تیزک ثبت شده است.